# Oberes Donautal (Oberösterreich)
Das Obere Donautal, auch Obere Donau oder Donauschlucht, ist das Durchbruchstal der Donau durch die Böhmische Masse zwischen Passau und Aschach in Oberösterreich. Es trennt den Sauwald vom Zentralmühlviertler Hochland. Landschaftlicher Höhepunkt ist die Schlögener Schlinge.
Als Europaschutzgebiet Oberes Donau- und Aschachtal und Europaschutzgebiet Oberes Donautal ist das Gebiet als Natura-2000-Gebiet unter Schutz gestellt.

## Lage und Landschaft

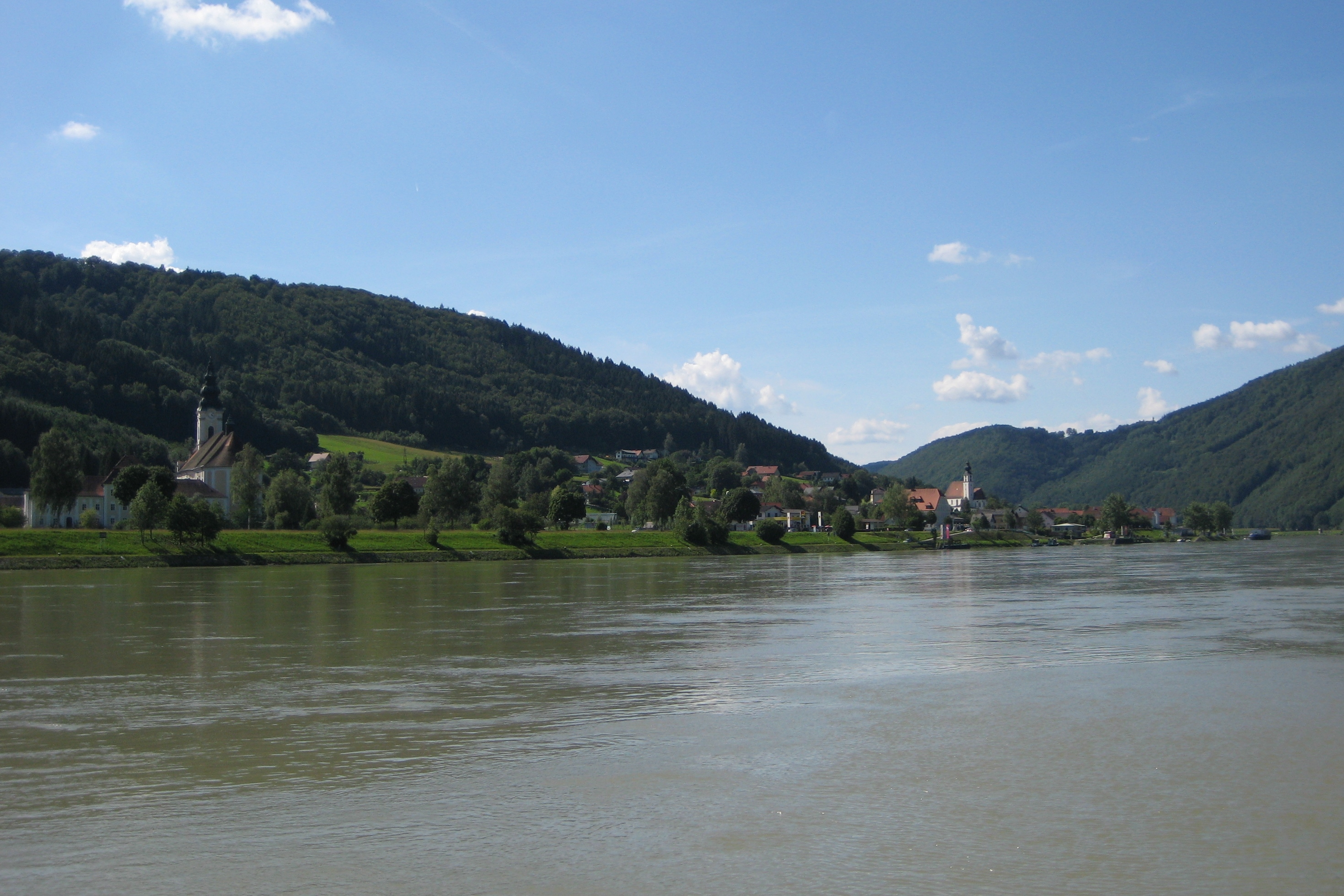
Das Obere Donautal bei Engelhartszell (Blick auf das rechte Ufer flussaufwärts)

Schon nach Vilshofen in Bayern hat sich die Donau in die Gneisgesteine der Böhmische Masse eingeschnitten und trennt bis zum Tullnerfeld in Niederösterreich einige Kristallinstöcke ab, sodass sie nur abschnittsweise im Alpenvorland verläuft. Zwischen Vilshofen und dem Eferdinger Becken liegt südlich der Donau ein langgestreckter Plateauzug, der vom Inn, der bei Passau in die Donau mündet, noch einmal in zwei Teile zerschnitten ist: den Neuburger Wald in Bayern und den Sauwald in Österreich. Der österreichische Teil dieses Durchbruchstals wird in Oberösterreich ‚Obere‘ Donau genannt. Das Tal trennt Granit- und Gneishochland (Mühlviertel) von Inn- und Hausruckviertel, zum Innviertel gehört auch der Sauwald.
Von der „Dreiflüssestadt“ Passau (von Norden mündet noch die Ilz) abwärts über Obernzell bildet die Donau etwa 20 Kilometer noch die Landesgrenze Deutschland–Österreich, ab dem Jochenstein bei Engelhartszell fließt sie ganz in Österreich. Zwischen Obernzell und der Schlögener Schlinge verläuft das Donautal ziemlich geradlinig in südöstlicher Richtung. Nach Waldkirchen beginnt die Schlögener Schlinge, ein Doppelmäander, der größte Zwangsmäander Europas: Hier knickt die Donau nach Norden und Westen gegen die Laufrichtung ab, und wieder zurück, und es folgen auf den nächsten 10 Flusskilometern noch einige weniger ausgeprägte Schlingen. Dann beruhigt sich der Lauf, und bei Aschach tritt die Donau in das Eferdinger Becken, einen Nordausläufer des Alpenvorlands – nur wenige Kilometer hinter Eferding folgt dann mit dem Kürnberger Wald und den Schleifen bei Linz eine weitere Störung kleineren Ausmaßes.
Das Tal ist eng, die bewaldeten Talflanken, Donauleiten genannt, senken sich über um die 200–300 Höhenmeter von Sauwald und Mühlviertel gegen die Donau ab, die laubwaldbestandenen Nordhänge brechen steil, die Südhänge mit Nadelwald sanfter ab. Im mäandrierenden Abschnitt ist am steileren Prallhang in schwieriger Bewirtschaftungslage naturnaher Wald, auf dem Gleithang Kulturland. Der Talgrund ist nur vereinzelt breit genug für Schwemmland und Siedlungsraum.
Im Verlauf des Durchbruchstal treten von beiden Seiten zahlreiche weitere klammartige Täler der Nebenflüsse und -bäche ein, im Besonderen der Große Kößlbach und der Kleine Kößlbach (Kesselbach) rechts vom Sauwald, und die Ranna, die Kleine und die Große Mühl von Norden, sowie die Aschach, die nach Ende des Durchbruchstales aus dem Inn- und Hausruckviertler Hügelland kommend mündet, ebenso der Pesenbach von Norden.
Dieses Gewässer-Talungs-System bildet den großen Westteil der oberösterreichischen Raumplanungseinheit Donauschlucht und Nebentäler, zu der auch noch der Beginn des Strudengaus gehört.

## Besiedlung und Verkehr
Das enge Tal ist nur spärlich besiedelt. Zwischen den beiden Mittelstädten Eferding und Passau liegen nur einige Ortschaften, nämlich (flussaufwärts) Aschach a. d. D. und Hartkirchen und Umgebung, die Dörfer um Haibach ob der D., Neuhaus a. d. D.-Untermühl, Obermühl a. d. D., Schlögen, Wesenufer, Niederranna, Engelhartszell, Jochenstein in Deutschland, Kasten (Gemeinde Vichtenstein), Obernzell in Deutschland, Pyrawang, Erlau (Ortsteil von Obernzell), sowie Lindau (Ortsteil von Passau) und Haibach (Gemeinde Freinberg) bei Passau.
Verkehrsader ist die B 130 Nibelungen Straße, die nicht der Schlögener Schlinge folgt, sondern dem unteren Aschachtal, und dann geradewärts auf Schlögen zuläuft, der Rest der Strecke liegt am rechten, südlichen Donauufer. Am nördlichen Ufer gibt es keinerlei durchgehende Straße. Einzig bedeutende Querverbindung in das Tal ist die B 136 Sauwald Straße Engelhartszell–Schärding über den Sauwald, und die Donaubrücke Niederranna ins Mühlviertel, sowie die Autofähren Obermühl–Köbling und zum deutschen Obernzell.

## Naturschutzgebiete
Die Donau ist über den gesamten Talzug hinweg reguliert, im Besonderen die Stauräume der beiden Kraftwerke Jochenstein und Aschach, und auch in der freien Fließstrecke dazwischen mit Wasserbausteinen (Blockwurf) befestigt. Trotzdem haben sich vereinzelt kleinere Sand- und Kiesbänke und kleine Auwaldreste erhalten. Dahingegen sind die Hänge mit ihren wenig beeinflussten Schluchtwäldern von besonderem Naturschutzinteresse.
Der gesamte Zug des Tales auf einer Strecke von etwa 45 km, einschließlich der Seitentäler und – nicht zusammenhängend – des unteren Aschachtals, wurde 2009 als Europaschutzgebiet Oberes Donau- und Aschachtal (AT3122000/eu05_1 ∗ ⊙) als Fauna-Flora-Habitat ausgewiesen. Es umfasst 7119 Hektar.
Außerdem ist der Flussabschnitt der Schlögener Schlinge zusätzlich unter der Bezeichnung Europaschutzgebiet Oberes Donautal (AT3112000/eu05_2 ∗ ⊙) als Europäisches Vogelschutzgebiet im Ausmaß von 924 Hektar ausgewiesen.
Integriert in diesen Europaschutz wurden auch sechs Naturschutzgebiete: ∗∗
- Teile des Rannatals (n108, 140,34 ha, 2002), hier grenzt auch das gleichnamige FFH-Gebiet (AT3125000/nn25 ∗, 228 ha) an, in dem der Rest des NSG liegt
- das Fels-/Waldgebiet Schlossberg Neuhaus in Sankt Martin im Mühlkreis (n122, 83 ha, 2004)
- das Tal des Kleinen Kösslbaches (n075, 67,24 ha, 1996/2001)
- der Felsabbruch Predigtstuhl an der Donau bei Hinteraigen (Gemeinde Hartkirchen) (n103, 25,66 ha, 2001)
- die Hangwälder im Tal der Großen Mühl (n077, 23,14 ha, 1996)
- das Aschachtal in der Gemeinde Stroheim (n116, 8,37 ha, 2004)

Nahe dem Ostende befindet sich auch das Naturschutzgebiet Pesenbachtal (n022, 250 ha, 1963).

Am deutschen Ufer gegenüber liegt das Naturschutzgebiet Donauleiten (NSG-00277.01, 401 ha, 1986). Über das LIFE-Projekt Hang- und Schluchtwälder im oberen Donautal sind an Donau, Ilz und den österreichischen Seitentälern insgesamt 79 km² als Projektgebiet für Natura 2000 ausgewiesen – es zeichnet sich hier ein ähnlich umfassender grenzübergreifender Schutzzonen-Verbund ab wie am nahen Unteren Inn.
∗ erste Nummer ist die Laufnummer der gemeinsamen Europaliste, zweite die des Oberösterreichischen Naturschutzbuchs → Europaschutzgebiete in Oberösterreich
∗∗ → Naturschutzgebiete in Oberösterreich